# Cartel de Santa

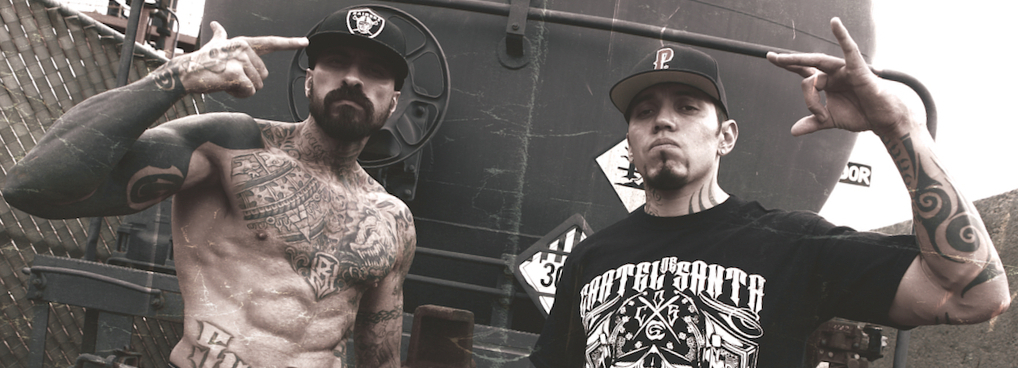

Cartel de Santa – meksykański zespół hardcore rapowy  założony w 1996 w Santa Catarina; jedna z najpopularniejszych grup hip-hopowych w Meksyku.
Między wydaniem trzeciego albumu zespołu, Volumen ProIIIbido W 2007 a ukazaniem się nakładem Sony BMG kompilacji pt. Greatest Hits jeden z członków Cartel de Santa – MC Babo – odbył karę 9 miesięcy więzienia za zastrzelenie człowieka. Wydany w 2010 piąty album grupy, Sincopa, stał się przebojem i nominowany został do Latin Grammy Awards w kategoriach Best Urban Music Album oraz Best Urban Music Song.

## Muzycy
Opracowano na podstawie materiału źródłowego:
- MC Babo (Eduardo Dávalos de Luna);
- Rowan Rabia
- DJ Agustín

## Dyskografia
Opracowano na podstawie materiału źródłowego:
- 2002: Cartel de Santa BMG)
- 2004: Cartel de Santa Vol. II (BMG)
- 2006: Volumen ProIIIbido (Sony BMG)
- 2008: Cartel de Santa  Vol. IV (Sony BMG)
- 2010: Sincopa (Sony Music)
- 2012: Me Atizo Macizo Tour 2012 (Sony Music)
- 2014: Golpe Avisa (Babilonia Records)
- 2016: Viejo Marihuano (Babilonia Records)